# Xandre
Saint Xandre, connu aussi sous le nom de saint Candide, était un officier de la légion thébaine, légion semi-légendaire qui serait originaire de Thèbes (Égypte) dans l'Empire romain du  IIIe siècle. Il fut martyrisé, ainsi que ses compagnons, sur l'ordre de l'empereur romain Maximien pour avoir refusé de combattre les bagaudes en Valais, alors chrétiens. Il ne faut pas le confondre avec sainte Candide (dite aussi sainte Bianca), femme martyre inhumée dans le cimetière de Pontien (en) à Rome, ni avec une autre sainte Candide vénérée particulièrement en Bretagne.

## Hagiographie
Compagnon de saint Maurice et d'Exupère, ces militaires chrétiens s'adressèrent en ces termes à l'empereur romain Maximien : « Empereur, nous sommes tes soldats, mais aussi les serviteurs de Dieu. Nous avons d’abord prêté serment envers Dieu, ensuite, nous avons prêté serment envers le souverain. Tu nous ordonnes de rechercher les Chrétiens pour les conduire au supplice. Désormais tu n’as pas besoin d’en chercher d’autres : nous professons que nous sommes chrétiens, nous ne pouvons pas persécuter les chrétiens ».  Maximien ordonna par une seule sentence de les tuer tous. En ce lieu, ils se firent donc frapper en masse, sans même protester ni résister… comme Celui qui a été conduit à la mort sans protester ».

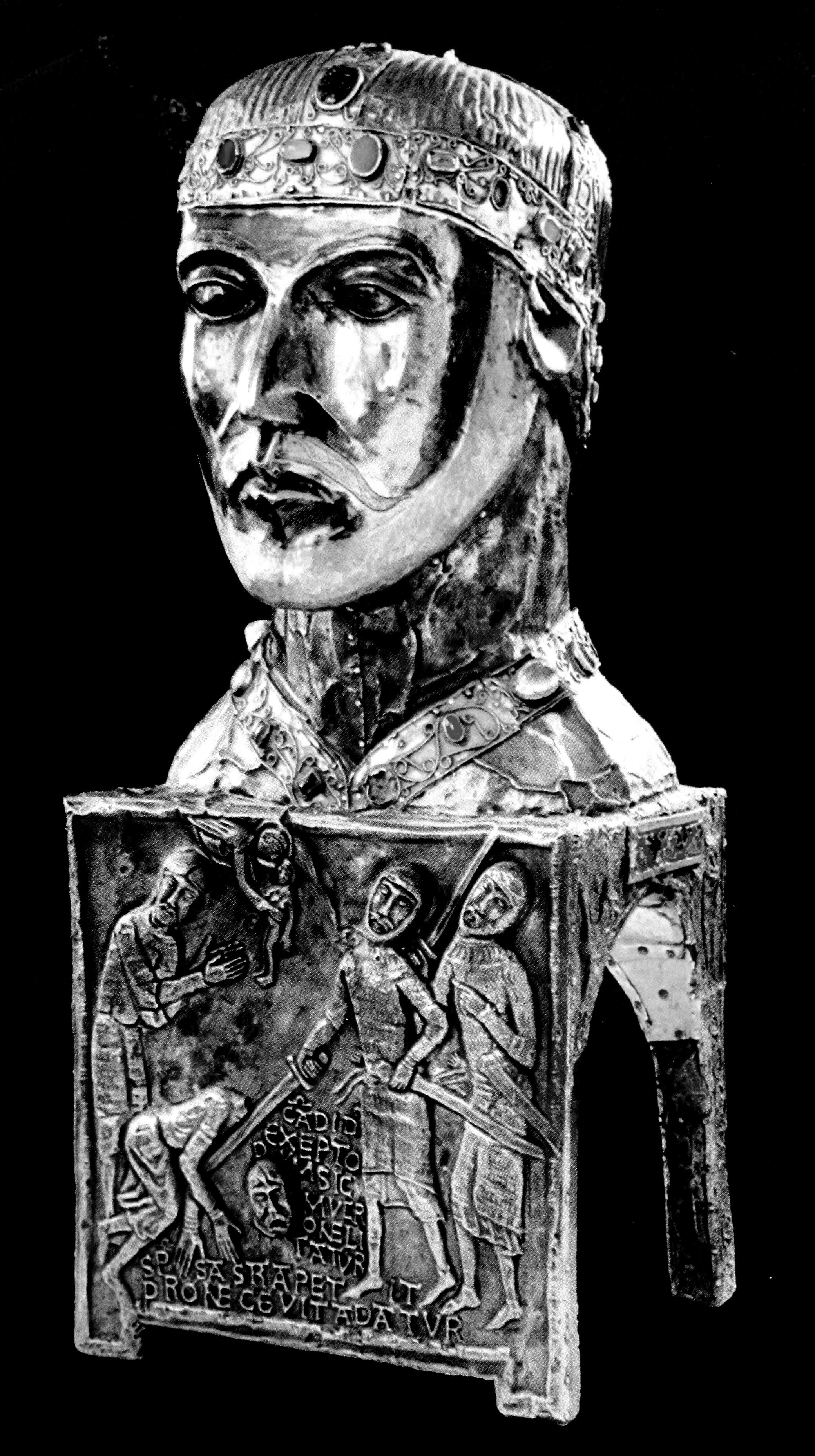
Reliquaire de saint Candide à l'abbaye de Saint-Maurice.

## Toponymie et culte
- La commune de Saint-Xandre (Charente-Maritime) lui doit son nom, par un phénomène de mécoupure de l'expression Sanctus Candidus passant à *sanct(u)||s_Candidus [3]. Ce phénomène linguistique est assez fréquent dans les hagionymes de la zone de contact entre langues d'oïl et d'oc[4].

## Art
- Le chef reliquaire et une tête en bois de saint Candide  sont conservés dans le trésor de l'Abbaye Saint-Maurice d'Agaune à Saint-Maurice en Suisse.
- Une gravure de Jacques Callot, datant de 1630 représente "Saint Candide, vierge et martyre". Elle se trouve au "Aukland Art gallery" en Nouvelle-Zélande[5].
- L'église Saint-Léger de Saint-Maurice-le-Vieil (Yonne) possède un diptyque avec, au revers, une représentation de plusieurs saints dont saint Candide.
- Le maître-autel de l'église Saint-Sylvestre de Choëx (Valais en Suisse) comprend plusieurs statues baroques dont une de saint Candide[6].